# Samuel Henri Geiser
Samuel Henri Geiser (* 24. Dezember 1884 in Corgémont; † 28. Mai 1973 in Biel/Bienne) war ein Schweizer Landwirt und Täuferforscher.

## Leben
Geiser wurde auf einem Bauernhof in der Nähe von Corgémont im Berner Jura geboren. Seine erste Ausbildung erhielt er in einer deutschsprachigen Täuferschule. Als Landwirt war er an verschiedenen Orten tätig, so etwa in Saint-Ursanne, Tavannes und Châtelat. Ab 1929 übte er zusätzlich das Amt eines Predigers aus, und ab 1941 war er Ältester der Täufergemeinde Moron-Kleintal.
Neben seinem Beruf als Landwirt begann er sich seit den 1920er Jahren für die Kirchen- und Täufergeschichte zu interessieren. Angeregt wurde er durch die Lektüre des Märtyrerspiegels. Er begann eine umfangreiche Sammlung von täuferischen Dokumenten (Briefe, Aufzeichnungen, Handschriften und Drucke) anzulegen. Ein grosser Teil dieser Sammlung befindet sich heute im Archiv der Konferenz der Mennoniten der Schweiz (Alttäufer) in Corgémont. Sein Wissen zur Täufergeschichte veröffentlichte Geiser ein erstes Mal 1931 in einem Buch mit dem Titel Die Taufgesinnten Gemeinden. 1971 wurde das Buch in einer stark erweiterten Version erneut publiziert. Daneben verfasste Geiser verschiedene Artikel zur Schweizer Täufergeschichte für das Mennonitische Lexikon. Für sein Werk wurde er 1972 von der Theologischen Fakultät der Universität Zürich mit dem Ehrendoktortitel ausgezeichnet. Seine letzten Lebensjahre verbrachte Geiser in Brügg.

## Werke
- Die Taufgesinnten Gemeinden, eine kurzgefasste Darstellung der wichtigsten Ereignisse des Täufertums, Karlsruhe 1931
- Die Taufgesinnten Gemeinden im Rahmen der allgemeinen Kirchengeschichte, Courgenay 1971